# Richie Incognito
Richard Dominick Incognito Jr. (Englewood, 5 luglio 1983) è un ex giocatore di football americano statunitense che ha militato nel ruolo di offensive guard nella National Football League. Fu scelto nel corso del terzo giro (81º assoluto) del Draft NFL 2005 (211º assoluto) dai St. Louis Rams. Al college giocò a football all'Università del Nebraska-Lincoln.

## Carriera

### St. Louis Rams
Incognito fu scelto nel corso del terzo giro del Draft 2005 dai St. Louis Rams. A causa degli infortuni, nella sua stagione da rookie non scese mai in campo. Nella stagione successiva partì come titolare in tutte le 16 partite giocando in tre diversi ruoli a causa degli infortuni che colpirono la linea offensiva dei Rams. Dopo aver giocato sporadicamente nel 2007 sempre a causa degli infortuni, nel 2008 tornò a disputare 15 partite come titolare. Incognito partì come titolare nelle prime 9 gare della stagione regolare prima di essere svincolato a causa di un confronto verbale con l'allenatore Steve Spagnuolo in seguito a una sconfitta per 47-7 contro i Tennessee Titans.

### Buffalo Bills
Il 16 dicembre 2009 Incognito passò ai Buffalo Bills con cui disputò come titolare le ultime tre gare della stagione, contribuendo tra l'altro a bloccare per il running back Fred Jackson che corse 212 yard contro gli Indianapolis Colts il 3 gennaio.

### Miami Dolphins
Il 17 marzo 2010, Incognito firmò coi Miami Dolphins. Nella prima stagione in Florida giocò tutte le 16 gare come titolare, venendo classificato da Pro Football Focus tra i migliori 20 giocatori della lega per efficienza nei blocchi sui passaggi. Nel 2011 firmò un nuovo contratto triennale coi Dolphins, giocando come titolare 15 partite. Le sue prestazioni continuarono a migliorare nella stagione 2012 in cui giocò tutte le gare come guardia sinistra titolare, venendo convocato per il suo primo Pro Bowl.
Nel 2013 Incognito venne accusato di bullismo nei confronti del più giovane compagno di squadra Jonathan Martin, sollevando uno scandalo di risonanza nazionale.

### Ritorno ai Bills
Dopo avere passato l'intera stagione 2014 fuori dai campi di football, il 7 febbraio 2015 Incognito rifirmò coi Buffalo Bills, venendo convocato a fine anno per il suo secondo Pro Bowl. L'8 marzo 2016 firmò un nuovo contratto triennale del valore di 15 milioni di dollari. A fine stagione fu convocato per il terzo Pro Bowl al posto dell'infortunato Marshal Yanda.

### Oakland/Las Vegas Raiders
Il 28 maggio 2019 Incognito firmò un contratto di un anno con gli Oakland Raiders. Nel marzo del 2021 firmò un nuovo contratto annuale del valore di 2,62 milioni di dollari.
Il 15 luglio 2022 Incognito annunciò il proprio ritiro.

## Palmarès
- Convocazioni al Pro Bowl: 4

2012, 2015, 2016, 2017